# Verbascum pseudocreticum
Verbascum pseudocreticum är en flenörtsväxtart. Verbascum pseudocreticum ingår i släktet kungsljus, och familjen flenörtsväxter.

## Underarter
Arten delas in i följande underarter:
- V. p. demnatense
- V. p. pseudocreticum